# Exemptio
Az exemptio a római katolikus egyházban a rendes hierarchiai felsőség és rendes egyházi előljárók hatósága alóli kivétel, mely a magasabb foku felsőség hatósága alá való rendeléssel áll összeköttetésben. Mint a rendes és szabályszerü egyházi szervezettől való eltérés csak privilégiumon alapulhat, amely privilégium hiánya azonban emlékezetet meghaladó gyakorlat igazolása által pótolható. Az E.-k csak fontos okokból engedélyezhetők s főjogcimük az, hogy bizonyos területek, intézetek és osztályok egységes vezetése lehetővé tétessék, s történelmileg főleg azon alapulnak, hogy az ordináriusok túlkapásai ellen védelembe kellett venni bizonyos szerzetes intézeteket. Létezhetik ily E. az egyházi szervezet minden fokozata alatt, azonban tulajdonképi jelentőséggel csak az bir, mely az isteni jogon alapuló püspöki hatalom alóli kivételt állapítja meg, mert csak ez zavarhatja meg az egyházi szervezetnek az isteni jogon alapuló elemeit s alapjait. Ily, a püspöki hatalom alóli E.-k a legszélesebb mértékben osztattak zárdáknak, szerzeteknek, akik ekként közvetetlenül a pápa alá lettek rendelve. Az E.-k kérdésében a katolikus egyház legutoljára a tridenti zsinaton rendelkezett s habár nem szüntette meg a fennálló E.-kat- mint ezt a német fejedelmek és püspökök javasolták - mindazonáltal a püspöki jurisdictionak az E.-k mellett szélesebb érvényesülési tért biztosított. Igy a passziv E.-val felruházott szerzetesekre nézve megállapította, hogy a püspök különös megerősítése nélkül nem gyóntathatnak s nem prédikálhatnak a zárdatemplomon kivül; kötelesek nyilvános körmenetekben a püspök felhivására résztvenni, s a kolostoron kivül élő szerzetesek vétségeit esetleg a püspök torolja meg. Az E.-k sajátszerü nemét képezi az Ausztria s Magyarországon szervezett tábori papság, amely E. abban áll, hogy az összes mozgó katonaság, a militia vaga s némely esetekben az ugynevezett militia stabilis is ki van véve a rendes püspöki jurisdictio s a lelkészi hatóság alól. A passziv E.-val vannak felruházva nálunk a társas egyházak prépostjai, zárdafőnökök; a fenti 2. pont alatti E. közé tartoznak a székesegyházi prépostok; s a teljes és rendes jurisdictioval is járó E.-val pedig fel van ruházva a pannonhalmi benedekrendi főapát.